# Kyle Justin
Kyle Justin is een Amerikaanse singer-songwriter. Op 15-jarige leeftijd kwam hij in aanraking met het bespelen van de gitaar. Justin studeerde jazzgitaar en componeren aan de University of the Arts in Philadelphia, Pennsylvania. Daar behaalde hij zijn Master of Music in Teaching.
Op 13 oktober 2006 bracht hij zijn debuutalbum Live at the Tin Angel uit. Daarnaast heeft Justin bekendheid vergaard door de titelsong in te spelen van de internetserie The Angry Video Game Nerd, waarin hij tevens enkele malen een bijrol speelde.